# Ключ 92
| 牙                     | 牙              | 牙              |
| ---------------------- | --------------- | --------------- |
| 91                     | 92              | 93              |
| Піньінь:               | yá              | yá              |
| Чжуїнь:                | ㄧㄚˊ           | ㄧㄚˊ           |
| Вейд-Джайлз:           | ya2             | ya2             |
| Ютпхін:                | ngaa4           | ngaa4           |
| Он:                    |                 |                 |
| Кун:                   |                 |                 |
| Кандзі:                | 牙 kiba         | 牙 kiba         |
| Хун:                   | 어금니 eogeumni | 어금니 eogeumni |
| Им:                    | 아 a            | 아 a            |
| Індекс у Вікісловнику: | 牙              | 牙              |

Ключ 92 — ієрогліфічний ключ, що означає ікло або бивень і є одним із 34 (загалом існує 214) ключів Кансі, що складаються з чотирьох рисок.
У Словнику Кансі 9 символів із 40 030 використовують цей ключ.

## Символи, що використовують ключ 92

Як писати ієрогліф.

| без додаткових | 牙 |
| 8 додаткових   | 牚 |